# 耀州站
耀州站是咸铜铁路位于陕西省铜川市耀州区的一个铁路车站，距离咸阳站112公里。隶属西安铁路局铜川车务段，为三等站，办理西安-铜川“绿巨人”动集列车客运业务及货运业务。
车站建于1940年，原名耀县站，2021年6月由耀县站更名为耀州站。